# Rivière des Galets
Die Rivière des Galets ist ein Fluss auf der Insel Réunion, einem französischen Übersee-Département im Südwesten des Indischen Ozeans.

## Geographie
Der Fluss entspringt im südöstlichen Teil des Cirque de Mafate am Fuß des Gros Morne im Gemeindegebiet von La Possession auf einer Höhe von 2148 Metern und fließt von dort über 36,18 Kilometer in letztlich westlicher Richtung zum Indischen Ozean, in den er bei Le Port mündet.
In seinem Lauf markiert er nach kurzer Zeit die Gemeindegrenze zwischen La Possession im Norden und Saint-Paul im Süden. Oberhalb des rechten Ufers liegt der Ort Cayenne. Auf seinem Verlauf durch tief eingeschnittene Täler des Mafate passiert er den Wasserfall Trois Roches. Am Ausgang des Talkessels von Mafate, an dessen Nordwestrand, erhebt sich auf seiner rechten Seite das Cap Noir. Zur Küste hin ist die Umgebung dichter besiedelt. Rechts des Flusses liegt Dos d'Âne, La Possession und schließlich Le Port. Kurz vor Le Port wird der Fluss von der Inselautobahn Route des Tamarins überbrückt.
Der häufig nur wenig Wasser führende Fluss kann nach stärkeren Niederschlägen innerhalb kurzer Zeit erheblich ansteigen.

## Geschichte

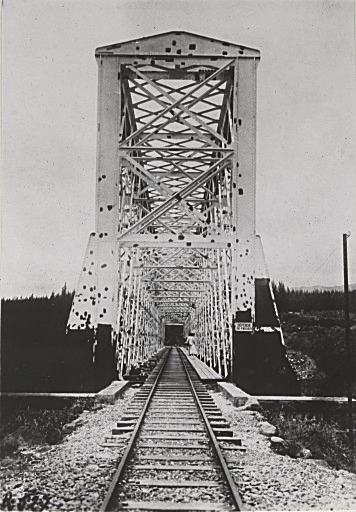
Eisenbahnbrücke Ende des 19. Jahrhunderts

Der Name des Flusses bedeutet im Deutschen so viel wie Geröllfluss. 1873 entschloss man sich im Mündungsdelta des Flusses den zentralen Hafen der Insel anzulegen, wodurch bis 1884 Le Port entstand. Im 19. Jahrhundert wurde für den Schienenverkehr auf Réunion eine Eisenbahnbrücke über den Fluss gebaut.